# 林謙作
林 謙作（はやし けんさく、1937年11月8日 - 2010年3月15日）は日本の考古学者。元北海道大学教授。

## 経歴
- 1937年 - 東京都生まれ。父は林竹二。母は林瑞栄。
- 1964年 - 東北大学文学部助手。
- 1966年 - ウィスコンシン大学留学。
- 1971年 - 岩手県教育委員会文化課主査。
- 1974年 - 北海道大学文学部附属北方文化研究施設助教授。
- 1995年 - 北海道大学文学部北方文化論講座教授。
- 2001年 - 北海道大学定年退職。
- 2010年 - 慢性腎不全のため死去[1]。

## 論文・著書・共編著
- 「宮城県桂島貝塚出土の前期縄文式土器群」『考古学雑誌』1960年12月 第46巻第3号 p.179-191 日本考古学会 , NAID 40001204068
- 「山形県野山遺跡の土器」『考古学雑誌』第47巻第4号 日本考古学会 1962年, NAID 40001204092
- 「宮城県吉田浜貝塚について」（加藤孝・後藤勝彦と共著）『日本考古学協会第29回総会研究発表会要旨』日本考古学協会 1962年
- 「東北地方早期縄文式文化の展望」『考古学研究』考古学研究会 1962年
- 「宮城県宮戸島貝塚梨ノ木囲地区出土縄文土器についての一考察」（加藤孝・後藤勝彦と共著）『日本考古学協会第31回総会研究発表会要旨』日本考古学協会 1965年
- 「縄文文化の発展と地域性－東北」『日本の考古学Ⅱ』河出書房新社 1965年
- 「The Fukui Microblade Technology and Its Relationships in Northeast Asia and North America」『Arctic Anthropology』Vol. 5, No. 1 1968年 University of Wisconsin Press https://www.jstor.org/stable/40315666
- 『旧石器時代』平凡社 1971年 (ボルドー著、芹沢長介と共訳）
- 「層序区分－その現状と問題点」『物質文化』20 物質文化研究会 1973年
- 『縄文土器大成4』講談社 1981年 （共編）ASIN: B000J7YVPO
- 「縄文早前期の土器－北海道南部・東北地方」『縄文土器大成１』講談社 1982年 ISBN 406126561X
- 「美々4式の構成」『芹沢長介先生還暦記念考古学論叢』1983年
- 「鳥居龍蔵論―“土器型式部族説”成立をめぐって―」『縄文文化の研究10 縄文時代研究史』雄山閣出版 1984年
- 「宮城県下の貝塚群」『宮城の研究』１ 清文堂出版 1984年
- 『季刊考古学第7号 特集／縄文人のムラと暮らし』編著 雄山閣 1984年 ISBN 9784639003410
- 「亀ヶ岡と遠賀川」『岩波講座 日本考古学』１ 岩波書店 1985年
- 「素山上層式の再検討－M・Y・Iの主題による変奏曲－」『伊東信雄先生追悼考古学古代史論攷』1990年 伊東信雄先生追悼論文集刊行会
- 「クニのない世界」『みちのくの弥生文化』大阪府立弥生文化博物館 1993年
- 『縄文遺跡の復原』学生社 2000年（岡村道雄と共編）ISBN 4311202334
- 『縄文社会の考古学』同成社 2001年 ISBN 4886212182
- 『ムラと地域の考古学』同成社 2004年（編著）ISBN 4886213758
- 『縄紋時代史I』雄山閣 2004年 ISBN 4639018428
- 『縄紋時代史II』雄山閣 2006年 ISBN 4639018657

## 追悼
- 小杉康「林謙作先生への弔辞」『北海道考古学』第47輯 北海道考古学会 2011年
- 春成秀爾「追悼 林謙作さんとその時代」『北海道考古学』第47輯 北海道考古学会 2011年
- 北海道考古学会編「林謙作先生略年譜 林謙作先生著作目録」『北海道考古学』第47輯 北海道考古学会 2011年
- 相原淳一「宮城県における薄手無文土器の再検討 附編 林謙作氏遺品の概要」『東北歴史博物館研究紀要』第17号 東北歴史博物館 2016年